# 분석적 계층화 과정
AHP(Analytic Hierarchy Process)는 Thomas L. Saaty 교수가 1970년대에 창안한 다기준 의사결정방법론이다. 
AHP는 다기준의사결정 방법론 중 활발하게 활용되는 방법론의 대표이며 각 분야에서의 활용이 점증하고 있다. 복잡한 상황을 인간의 두뇌의 작용의 원칙에 따라 계층형태로 구조화한다. 구조화된 계층 요소들 중 동일한 계층에 있는 요소들을 쌍으로 묶어 비교(쌍대비교)하고, 이를 기반으로 쌍대비교 매트릭스를 만든다. 쌍대비교 매트릭스로부터 고유치와 고유벡터를 계산하여 최종적으로 각 요소의 priority를 도출한다. 이 과정에서 쌍대비교 값들의 논리적 일관성을 검증하는 비일관비율(Inconsistency Ratio)을 산출하여 0.1보다 큰 경우 판단값들을 검토하도록 하고 있다. 이 것이 다른 다기준의사결정 방법론과 AHP를 차별화하는 매우 큰 특징이다. 보다 자세한 내용을 살펴볼 수 있는 자료들이 많다. 여기서는 AHP 관련 명칭, 이론을 이해하기 위한 주요 참고서적 및 실제 활용시 중요한 소프트웨어에 대해서 살펴본다.
Saaty 교수가 1995년에 출판한 Decision Making For Leaders(RWS Publications)이 AHP를 잘 설명하고 있다. 이 책을 2000년 1월에 조근태/홍순욱/권철신 교수의 공저로 '리더를 위한 의사결정'(동현출판사)이라는 제목으로 번역하여 출간하였다. 이 책의 출간과 함께 AHP가 국내에 본격적으로 알려지기 시작하였다고 할 수 있을 것 같다. 
2003년 9월에 '앞서가는 리더들의 계층분석적 의사결정'이 조근태/조용곤/강현수의 공저로 출간되었다. 이를 계기로 AHP를 '계층분석적 의사결정'이라고 부르는 경우가 많아졌다. 이 책이 국내에서 AHP를 활성화하는데 큰 기여를 한 것으로 보인다. 그 후 2000년대 말부터 AHP를 순서대로 번역한 '분석적 계층화 과정'이라는 표현이 자주 활용되고 있다. 네이버 트렌드에서 살펴보면 2018년 이후 양자의 비율이 2:1 정도에서 1.8:1 정도로 분석적 계층화 과정이란 표현의 활용이 증가하고 있는 것으로 나타난다.  '계층분석적 의사결정'이나 '분석적 계층화 과정' 모두 AHP를 의미한다.  

AHP 분석을 위해서는 전용 소프트웨어를 활용하게 되는데, 가장 잘 알려진 소프트웨어는 Saaty 교수와 Forman 교수가 함께 창립한 회사(Expert Choice, Inc.)에서 만든 Expert Choice라는 standalone 소프트웨어이다. 1999년부터 Expert Choice-Korea를 통해 수입하고 디시전사이언스에서 국내에 보급하였으나 Expert Choice, Inc.가 2010년 대 중반부터 Expert Choice의 판매를 중단하고 Web 버전인 Comparion으로 대체하였다. 이에 따라 디시전사이언스에서 국내 수요에 맞게 자체 개발한 imakeit.kr이라는 웹버전 AHP 전문 소프트웨어와 makeit이라는 윈도우 버전 AHP 소프트웨어를 개발하여 2016부터 서비스하고 있다.

## 같이 보기
- 애로의 불가능성 정리
- 선호
- 주성분 분석